# Richard Brody
Pour les articles homonymes, voir Brody.
Richard Brody est un critique de cinéma juif américain d'origine hongroise qui écrit pour The New Yorker depuis 1999. Il est l'auteur d'une biographie du réalisateur de la Nouvelle Vague Jean-Luc Godard et travaille à un livre portant sur la Nouvelle Vague. Il s'intéresse au cinéma après avoir vu À bout de souffle de Godard alors qu'il étudie la littérature comparée à l'université de Princeton. Avant de devenir critique de cinéma, il a travaillé sur des documentaires et a réalisé plusieurs films indépendants,,. En décembre 2014, il est nommé au grade de chevalier de l'ordre des Arts et des Lettres pour sa contribution à la popularisation du cinéma français en Amérique.

## Livres
- Brody, Richard, Everything is cinema : the working life of Jean-Luc Godard, New York, Metropolitan Books, 2008

## Essais et comptes-rendus
- Brody, Richard, « Making love and war », The New Yorker, goings on About Town. DVD Notes, vol. 88, no 45,‎ 28 janvier 2013, p. 15 (lire en ligne, consulté le 20 janvier 2016) John Ford et John Wayne.
- Brody, Richard, « Summertime blue, white, and red », The New Yorker, goings on About Town. DVD Notes, vol. 89, no 2,‎ 25 février 2013, p. 14 (lire en ligne, consulté le 20 janvier 2016) Edgar Morin et Jean Rouch's Chronicle of a Summer (1960).
- Brody, Richard, « Tech talk », The New Yorker, goings on About Town. Critic's Notebook, vol. 89, no 8,‎ 8 avril 2013, p. 16 (lire en ligne, consulté le 20 janvier 2016)
- Brody, Richard, « Summer preview », The New Yorker, goings on About Town. Movies, vol. 90, no 15,‎ 2 juin 2014, p. 14 (lire en ligne, consulté le 20 janvier 2016)

### Source de la traduction
- (en) Cet article est partiellement ou en totalité issu de l’article de Wikipédia en anglais intitulé « Richard Brody » (voir la liste des auteurs).